# دوروتی شی
دوروتی کامیل شی یک دیپلمات حرفه‌ای آمریکایی است که از سال ۲۰ ژانویه ۲۰۲۵ به عنوان کاردار ایالات متحده آمریکا در سازمان ملل متحد فعالیت می‌کند. او همچنین در سال ۲۰۲۴ به عنوان معاون نماینده ایالات متحده در سازمان ملل و در سال ۲۰۲۰ تا ۲۰۲۳ به عنوان سفیر ایالات متحده در لبنان خدمت کرده بود. در ۷ دسامبر ۲۰۲۲ جایزه رتبه برجسته ریاست جمهوری را برای موفقیت خارق‌العاده پایدار دریافت کرد. در ۳ ژانویه ۲۰۲۳، رئیس‌جمهور بایدن اعلام کرد که قصد دارد وی را به عنوان معاون نماینده ایالات متحده آمریکا در سازمان ملل با رتبه و جایگاه سفیر فوق‌العاده و تام‌الاختیار، معاون نماینده ایالات متحده آمریکا در شورای امنیت سازمان ملل متحد و همچنین نماینده ایالات متحده آمریکا در جلسات مجمع عمومی سازمان ملل متحد معرفی کند.

## تحصیلات
شی دارای لیسانس هنر از دانشگاه ویرجینیا، کارشناسی ارشد علوم از دانشگاه جرج‌تاون، و کارشناسی ارشد علوم از کالج ملی جنگ می‌باشد.